# Aiguille du Jardin
L'aiguille du Jardin est un sommet du massif du Mont-Blanc, dans le département de la Haute-Savoie, en France, culminant à 4 035 m d'altitude. C'est un important satellite de l'aiguille Verte. Son accès se fait par le refuge du Couvercle (2 687 m) par l'arête du Jardin, laquelle fait également partie de l'ascension de l'aiguille Verte. Elle fait partie des  82 sommets des Alpes de plus de 4 000 mètres d'altitude, et a un sommet secondaire versant Talèfre, la pointe Eveline (4 026 m) (du nom de Mlle Eveline Carmichael qui en a fait la première ascension). Elle se parcourt en général par l'arête du Jardin (D-) qui est un des beaux itinéraires qui mènent à l'aiguille Verte.